# Ма (бирманская буква)

33 буквы бирманского письма

Ма — ма, 25-я буква бирманского алфавита, обозначает губно-губной носовой согласный. В сингальском пали соответствует букве маянна, в тайском пали соответствует букве мома. Бирманские имена на букву «ма» даются детям, родившимся в четверг, представляет интерес женское имя «Мама».

## Тэда (грамматика)
- Мэ (မည်) — энагекалапьякриявибэ, показатель будущего времени глагола.
- Хма (မှာ) — катавибэ, один из показателей подлежащего; нэяпьявибэ (показатель обстоятельства места); эчейнпьявибэ (показатель обстоятельства времени).
- Хма (မှ) — твэквэяпьявибэ, послелог соответствующий отложительному падежу.

## Бжитвэ
- Маяпин
- Маяйи
- Мавасвэ
- Махатхо
- Маяйивасвэ
- Маяпинхатхо
- Маяйихатхо
- Мавасвэхатхо
- Маяйивасвэхатхо